# Region Centro (Chiapas)
Region Centro [rechión sentro] je správní jednotkou mexického státu Chiapas. Nachází se na severozápadě země. Rozkládá se na ploše 12 629 km2 což je 17 % země. Je rozdělen na 22 obcí. Na jeho území leží hlavní a největší město státu Tuxtla Gutiérrez. Dalšími velkými městy jsou Cintalapa, Chiapa de Corzo a Ocozocuautla. Žije zde asi 900 tisíc lidí. Územím prochází Panamerická dálnice. Nedaleko hlavního města se nachází mezinárodní letiště Venustiano Carranza.

## Geografie
Region Centro se nachází na plošinách Ocozocuautla a „Meseta Central de Chipas“ severně od pohoří Sierra Madre del Chipas přecházející na severu v oaxackou nížinu. Na severu a východě je území ohraničeno severochiapasskými horami. Územím prochází řada řek, z nichž největší je Grijalva. Na té se také nachází jedna z největších přehrad Chiapasu Nezahualcoyotl. Všechny řeky regionu Centro a centrální části Sierra Madre del Chiapas v regionech Fronterisa a Frailesca jsou přítoky Grijalvy.

### Řeky regionu Centro
- Grijalva – největší
- La Venta
- Cintalapa
- Zoyaltenco
- Suchiapa
- Santo Domingo

Další menší řeky jsou: Encajonado, Los Orcones, Mezcalpa, Sacalapa, Chicoasén, Jiquipilas, La Gironda, Achiote, Cedro, Plátano, Francés, Honda, San Lucas, Izinicanche, Tzimbal, Ttolapa, Cazoltic, Blanco a San Vicente.

## Zemědělství
Většina rozlohy regionu Centro je využita jako zemědělská půda. Hlavními plodinami jsou kukuřice, fazole, kávovník a cukrová třtina. Z hospodářských zvířat převažuje drůbež, dále skot, prasata a ovce. Značně rozšířené je též včelarství. Asi 400 000 ha je využíváno k chovu ryb a 40 000 ha zaujímají chráněná území jako Národní park Cañón del Sumidero. Celková rozloha země je přibližně 1 465 165 ha.

## Společnost
Většinu obyvatelstva tvoří nižší třída (chudí indiáni a míšenci z venkova a v příměstských slamech) a dále střední třída (vzdělaní lidé). Minoritní je nejvyšší třída velkostatkářů a majitelů pozemků, kteří také většinou zastávají vedoucí funkce v samosprávě.

### Slamy
V okolí větších měst se v souvislosti s migrací z venkova tvoří rozsáhlé chudinské čtvrtě označované v Latinské Americe jako „slamy“. Migrace je způsobována hlavně nedostatkem zemědělské půdy na obyvatele a znečištěním životního prostředí na venkově špatným agrohospodařením. Na předměstí Tuxtly Gutiérrez byly za účelem snížení negativních dopadů chudoby vytvořeny hlídané osady s připojením k pitné vodě a elektřině.

## Doprava
Převažuje doprava silniční (kamionová a autobusová). Regionem prochází Panamerická dálnice. Přichází ze severozápadu z mexického státu Oaxaca, prochází Tuxtlou Gutiérrez a pokračuje do regionu Altos na San Cristóbal de Las Casas. Ta je místy čtyřproudá, místy se podobá silnici českých třetích a čtvrtých tříd. Problematický je zejména úsek z Chiapa de Corzo do severochiapasských hor, kde dochází k častým sesuvům.
Pro přepravu osob se též využívají letiště. Mezinárodní letiště Venustiano Carranza nedaleko Tuxtly Gutiérrez slouží hlavně ke spojení Střední Ameriky a Karibiku. Dalšími letišti jsou Národní letiště Ocozocuautla a letiště Pozemní Vojenské Jednotky Tuxtla Gutiérrez.
Železniční síť není vytvořena. Řeky jsou splavné jen v okolí velkých přehrad.

## Správní uspořádání
Region Centro se skládá z 22 obcí. Na severozápadě hraničí z dalším mexickým státem Oaxaca. Na jihu hraničí s regiony Istmo Costa, Frailesca a Fronteriza, na severovýchodě s regiony Altos a Norte.

## Poznámka
Centro znamená česky centrum, což poukazuje na to, že v tomto regionu se nachází správní centrum země.